# シニアスタイル
株式会社シニアスタイル（英: Senior Style Co.,Ltd.）は、兵庫県尼崎市に本社を置く介護事業を展開する企業。
「自分らしい暮らしを介護の必要な高齢者に提供する」ことをコンセプトとしている。

## 概要
住宅型有料老人ホーム、サービス付き高齢者向け住宅の企画運営、介護保険法に基づく居宅サービス事業などを、兵庫県下で展開。
高齢者の充実や満足のある生き方をサポート、日常生活に必要なことを高齢の方でもご自身で維持・向上できるよう力を入れていることが特徴で、介護・看護・機能訓練のプロやケアマネージャー、地域と連携してサービスを提供している。
| 資格               | 人数 |
| ------------------ | ---- |
| 介護福祉士         | 71名 |
| 主任介護支援専門員 | 7名  |
| 介護支援専門員     | 2名  |
| 正看護師           | 14名 |
| 准看護師           | 3名  |
| 理学療法士         | 10名 |
| 作業療法士         | 5名  |

## 沿革
| 年度      | 内容 |
| --------- | --- |
| 2013年5月 | 創立 |
| 2014年6月 | 尼崎市道意町に本社移転（大阪市中央区より） |
| 2014年9月 | シニアスタイル尼崎開設（住宅型有料老人ホーム） シニアスタイル訪問介護事業所、尼崎道意ケアプランセンター |
| 2017年4月 | シニアスタイル武庫之荘開設（サービス付き高齢者向け住宅）、シニアスタイル武庫之荘ケアプランセンター |
| 2018年4月 | シニアスタイル定期巡回随時対応型訪問介護看護事業所、シニアスタイル訪問介護事業所併設・移転 |
| 2019年6月 | シニアスタイル西宮北口ヘルパーステーション開設 |
| 2019年7月 | シニアスタイル西宮オフィス開設 |
| 2020年6月 | シニアスタイル西宮北口開設（サービス高齢者向け住宅・特定施設入居者生活介護） |
| 2021年1月 | シニアスタイル西宮北口定期巡回事業所、西宮北口ヘルパーステーション併設・移転・名称変更 |
| 2021年4月 | シニアスタイル神戸住吉開設（サービス高齢者向け住宅・特定施設入居者生活介護） |
| 2022年4月 | シニアスタイル東園田開設予定（サービス付き高齢者向け住宅／認知症対応、重度在宅医療フロア併設） シニアスタイル東園田訪問看護ステーション開設予定 シニアスタイル東園田ヘルパーステーション開設予定 シニアスタイル東園田定期巡回事業所開設予定 |

## 運営中の施設一覧
介護付き有料老人ホーム
- シニアスタイル神戸住吉＜所在地：神戸市東灘区住吉東町4-2-17＞
- シニアスタイル西宮北口＜所在地：西宮市大屋町14-15＞

サービス付き高齢者住宅
- シニアスタイル武庫之荘＜所在地：尼崎市水堂町1丁目34番4号＞

住宅型有料老人ホーム
- シニアスタイル尼崎＜所在地：尼崎市道意町5丁目4 番地＞